# 1500 w literaturze
Wydarzenia literackie w 1500 roku.

## Urodzili się
- António Gonçalves de Bandarra – poeta portugalski (zm. 1556)
- Ludovico Pasquali – poeta serbsko-włoski
- Wu Cheng’en – chiński pisarz (prawdopodobnie)

## Zmarli
- Robert Henryson, poeta szkocki (data przybliżona)